# 髙田竜星
髙田 竜星（たかた りゅうせい、2002年8月19日 - ）は、石川県金沢市出身の元プロ野球選手（投手）。右投右打。NPBでは育成選手であった。

## 経歴

### プロ入り前
金沢市立兼六中学校3年時に全国中学校軟式野球大会でノーヒットノーランを達成する。
地元・石川県の強豪校である遊学館高校に進学してエースとして活躍したが、在学中の全国大会出場は果たせなかった。

### 石川時代
高校卒業後は、独立リーグ・ベースボール・チャレンジ・リーグに所属する地元球団の石川ミリオンスターズに入団。高卒1年目の新人ながら開幕投手に抜擢され、先発ローテーションの投手として活躍。勝ち星は3勝であったが、防御率は2点台と安定した投球を見せた。
2021年10月11日に行われたドラフト会議では、読売ジャイアンツから育成選手ドラフト2位指名を受け、入団した。

### 巨人時代
2022年は年間を通じて三軍に所属。12試合に登板して3勝0敗2セーブ、防御率2.12という成績を残した。
2023年も、一軍・二軍共に登板はなく、10月5日に球団から戦力外通告を受けた。

### 巨人退団後
2024年1月、戸郷翔征の自主トレに参加した中で、石川県小松市に本社を構えるコマニー株式会社の社会人軟式野球部でプレーすることを明かした。

## 詳細情報

### NPB年度別投手成績
- 一軍公式戦出場なし

### 独立リーグでの年度別投手成績
出典は「一球速報.com」。
| 年 度     | 球 団     | 登 板 | 先 発 | 完 投 | 完 封 | 無 四 球 | 勝 利 | 敗 戦 | セ 丨 ブ | ホ 丨 ル ド | 勝 率 | 打 者 | 投 球 回 | 被 安 打 | 被 本 塁 打 | 与 四 球 | 敬 遠 | 与 死 球 | 奪 三 振 | 暴 投 | ボ 丨 ク | 失 点 | 自 責 点 | 防 御 率 | W H I P |
| --------- | --------- | ----- | ----- | ----- | ----- | -------- | ----- | ----- | -------- | ----------- | ----- | ----- | -------- | -------- | ----------- | -------- | ----- | -------- | -------- | ----- | -------- | ----- | -------- | -------- | ------- |
| 2021      | 石川      | 17    | 14    | 3     | 0     | 1        | 0     | 3     | 7        | 0           | .300  | 401   | 98.1     | 76       | 1           | 37       | -     | 3        | 87       | 5     | 1        | 39    | 32       | 2.93     | 1.15    |
| 通算：1年 | 通算：1年 | 17    | 14    | 3     | 0     | 1        | 0     | 3     | 7        | 0           | .300  | 401   | 98.1     | 76       | 1           | 37       | -     | 3        | 87       | 5     | 1        | 39    | 32       | 2.93     | 1.15    |

### 背番号
- 17（2021年）
- 016（2022年 - 2023年）